# Shorea negrosensis
Espèce
Statut de conservation UICN

 LC  : Préoccupation mineure
Shorea negrosensis est une espèce de plantes du genre Shorea de la famille des Dipterocarpaceae.